# Hichem Rostom
Hichem Rostom (arabe : هشام رستم), né le 26 mai 1947 à La Marsa et mort le 28 juin 2022, est un acteur tunisien.
Il a joué dans divers films tunisiens et étrangers mais aussi des rôles dans des documentaires et des téléfilms. Il a notamment tenu le premier rôle dans le film Essaïda.

## Biographie

### Débuts et séjour en France
Parallèlement à des études au Collège Sadiki de Tunis, Hichem Rostom s'intéresse au théâtre grâce à Aly Ben Ayed, qui lui propose de participer à la création d'Othello de William Shakespeare qui inaugure le Centre culturel international de Hammamet en 1964.
Parti en France pour suivre des études supérieures à l'Institut d'études théâtrales de l'université Sorbonne-Nouvelle et à l'Institut des hautes études cinématographiques, il travaille notamment à Radio France puis en tant qu'animateur au Théâtre national populaire. Durant vingt ans, il participe à près de soixante pièces de théâtre dont certaines sont réalisées par Bernard Sobel, Jacques Lassalle et Tadeusz Kantor. Il fait aussi une courte apparition dans le rôle de régisseur dans le film L'Aile ou la Cuisse aux côtés de Louis de Funès.
En 1988, il décide de rentrer en Tunisie pour débuter une carrière professionnelle d'acteur de cinéma et de télévision, après qu'on lui a proposé un rôle dans le film Les Sabots en or qu'il accepte.
En 2017, Hichem Rostom participe à l'organisation du festival Rouhaniyet, un événement destiné aux amateurs de chants spirituels et soufis.

### Retour en Tunisie
Après Les Sabots en or, Hichem Rostom reste en Tunisie et joue dans une multitude de films tunisiens et étrangers dont Les Silences du palais de Moufida Tlatli, Essaïda de Mohamed Zran ou Le Patient anglais d'Anthony Minghella. Dans le même temps, il est directeur des Journées théâtrales de Carthage durant deux sessions successives. Il est également connu pour ses réalisations de pièces de théâtre comme Caligula ou L'Étranger ; il a aussi animé des ateliers de théâtre dans des universités tunisiennes.
En 2010, il figure parmi les signataires d'une pétition exhortant le président déchu Zine el-Abidine Ben Ali à se représenter en 2014.

### Engagement
En 2020, Hichem Rostom lance l'initiative Ouakfet rjel Tounes dont l'objectif est de venir en aide aux familles nécessiteuses.

### Vie privée
Hichem Rostom est marié durant 23 ans à l'actrice Martine Gafsi avec qui il a partagé l'affiche de plusieurs films et pièces de théâtre.
Il décède le 28 juin 2022 à l'âge de 75 ans,.

## Filmographie

### Cinéma

#### Longs métrages tunisiens
- 1988 : Les Sabots en or de Nouri Bouzid[2] : Si Youssef
- 1989 : Layla, ma raison de Taïeb Louhichi[2] : le mari de Layla
- 1994 : Les Silences du palais de Moufida Tlatli[1] : Si Béchir
- 1997 : Essaïda de Mohamed Zran[2] : Amine
- 1998 : Noces de lune de Taïeb Louhichi[2]
- 1999 : Les Siestes grenadine de Mahmoud Ben Mahmoud[2] : Wahid Haydar
- 2002 :
  - La Boîte magique de Ridha Béhi[2] : Mansour
  - Le Chant de la noria d'Abdellatif Ben Ammar[2] : Ali
- 2003 : Le Soleil assassiné d'Abdelkrim Bahloul[2] : Bramsi
- 2004 : Nadia et Sarra (en) de Moufida Tlatli : Hédi
- 2006 : La télé arrive de Moncef Dhouib : le réalisateur
- 2014 :
  - L'Enfant du soleil de Taïeb Louhichi : Kateb
  - Zéro ! de Nidhal Chatta[11] : le père
  - Le Dernier mirage de Nidhal Chatta[2] : Dr Oussama Saad
- 2015 :
  - Dicta Shot de Mokhtar Ladjimi[12] : Si Hazem
  - Conflit de Moncef Barbouch[13] : Mokhtar
- 2016 :
  - Fleur d'Alep de Ridha Béhi[14] : Hichem, le père de Mourad
  - Woh ! d'Ismahane Lahmar : Hmed
  - Whispering Sands de Nacer Khémir

#### Longs métrages étrangers
- 1976 : L'Aile ou la Cuisse de Claude Zidi[1]
- 1982 : Vent de sable de Mohammed Lakhdar-Hamina
- 1991 : L'amico arabo de Carmine Fornari (it)
- 1991 : Isabelle Eberhardt de Ian Pringle (en)
- 1992 : Objectifs indiscrets de Massimo Mazzuco : Manuel Le Roux
- 1993 : Le Nombril du monde d'Ariel Zeitoun : Costa
- 1997 : Le Patient anglais d'Anthony Minghella : Fouad
- 1998 : Paparazzi d'Alain Berberian[1] : El Kabouli
- 2001 : Le Désert et la forêt (pl) de Gavin Hood : Mahdi
- 2008 :
  - Le Chant des mariées de Karin Albou : le père de Raoul
  - Whatever Lola Wants de Nabil Ayouch[1] : Naceur
- 2011 :
  - La Cinquième corde de Selma Bergach : Amir
  - Or noir de Jean-Jacques Annaud : Colonel Nesibi

#### Courts métrages
- 1989 : La Transe de Moncef Dhouib

#### Doublage
- 2006 : Azur et Asmar de Michel Ocelot (Dessins Animés)

### Télévision

#### Séries tunisiennes
- 1991 : El Ness Hkaya de Hamadi Arafa
- 2002 : Gamret Sidi Mahrous de Slaheddine Essid : un avocat français
- 2003 :
  - Chams wa Dhilal de Ezzedine Harbaoui : Manoubi El Bransi
  - Khota Fawka Assahab d'Abdellatif Ben Ammar : son excellence
- 2004 : Hssabet w Aqabet de Habib Mselmani : Taïeb
- 2005 :
  - Café Jalloul de Lotfi Ben Sassi, Imed Ben Hamida et Mohamed Damak : Chadli Yahasri (invité d'honneur des épisodes 16 et 18)
  - Mal Wa Amal d'Abdelkader Jerbi : Si Moncef
- 2006 :
  - Hayet Wa Amani de Mohamed Ghodhbane : le gouverneur de police
  - Ouled Elyoum de Mohamed Damak
- 2008 :
  - Maktoub de Sami Fehri : Si Hichem Ben Abdullah
  - Choufli Hal d'Abdelkader Jerbi : Dr Hakim Lassoued (invité d'honneur de l'épisode 15 de la saison 5)
- 2009 : Aqfas Bila Touyour (ar) d'Ezzeddine Harbaoui : Rachid
- 2009-2011 : Njoum Ellil (saisons 1-3) de Madih Belaïd et Mehdi Nasra[2] : Chafik
- 2010 : Garage Lekrik de Ridha Béhi : Si Jaâfar
- 2012 : Dipanini de Hatem Bel Hadj
- 2013 : Yawmiyat Imraa de Najib Ayed[15] : Ibrahim Faleh
- 2014 : Maktoub (saison 4) de Sami Fehri
- 2015 :
  - Lilet Chak de Majdi Smiri : Ibrahim
  - Ambulance de Lassaad Oueslati : Si Taoufik
  - Bolice de Majdi Smiri
- 2015-2017 : Awled Moufida de Sami Fehri : Sherif[16]
- 2016 :
  - Embouteillage de Walid Tayaa : Si Moez
  - Madrasat Al Rassoul d'Anouar Ayachi : Hichem Ibn Abdelmalik
- 2018 : Tej El Hadhra de Sami Fehri : le ministre Mustapha Saheb Ettabaâ
- 2019 et 2021 : Machair de Muhammet Gök[17] : le joueur de flûte et ami de Taher
- 2020 : 27 de Yosri Bouassida[18],[19] : Hamadi Ahmed

#### Séries étrangères
- 1992 : Un inviato molto speciale (épisode Mal d'Africa) de Vittorio De Sisti
- 1994 : La Guerre des privés (épisode Tchao poulet) de Josée Dayan
- 1998 :
  - Le Comte de Monte-Cristo, mini-série de Josée Dayan[1] : Muhammad
  - Quai n° 1 (épisode Les Cobras) de Pierre Grimblat et Didier Cohen
- 2001 : Hercule Poirot de Tom Clegg (épisode Meurtre en Mésopotamie) : réceptionniste de l'hôtel
- 2004 : L'Instit (épisode 3 de la saison 9 : Carnet de voyage : la Tunisie) de Gérard Klein
- 2007 : Pompei de Giulio Base : voix
- 2008 : House of Saddam d'Alex Holmes, Stephen Butchard et Sally El Hosaini : Mohamed Ghani
- 2014 : Dragunov d'Osama Rezg et Siraj Houidi : Badi
- 2016-2017 : Sir El Morjane (série marocaine diffusée sur 2M) : Si Habib
- 2017 :
  - Kaboul Kitchen (saison 3)
  - Sir Al Morjane[20]

#### Téléfilms
- 1987 : Un bambino di nome Gesù de Franco Rossi
- 1990 : Orages d'été, avis de tempête de Jean Sagols : Simon[2]
- 1997 : Un Petit grain de folie de Sébastien Grall[2]
- 2002 : Divorce caprice (Talak Incha) de Moncef Dhouib
- 2003 : Amina d'Abdellatif Ben Ammar[2]
- 2011 : L'Infiltré de Giacomo Battiato[1] : le général Ali

#### Documentaires
- 2004 : Gladiateurs de Tilman Remme[2] : Lanista
- 2005 :
  - Brûlez Rome ! de Robert Kechichian[2] : Hannon
  - Empires: Holy Warriors - Richard the Lionheart and Saladin de Richard Bedser : Saladin
- 2006 : The Gospel of Judas de James Barrat pour National Geographic : le juge

#### Émissions
- 2013 : Braquage sur Jawhara FM : invité
- 2014 : Klem Ennes de Naoufel Ouertani sur El Hiwar El Tounsi : invité
- 2015 : Romdhane Show de Hédi Zaiem (ar) sur Mosaïque FM : invité
- 2016 :
  - La Rencontre sur Radio Med : invité
  - Chellet Amine d'Amine Gara sur Mosaïque FM : invité
  - Labès de Naoufel Ouertani sur El Hiwar El Tounsi : invité de l'épisode 11 de la saison 6
- 2020 : Fekret Sami Fehri de Hédi Zaiem sur El Hiwar El Tounsi : invité de l'épisode 12 de la saison 3
- 2021 :
  - Romdhane Show avec Malek Ouni et Hédi Zaiem sur Mosaïque FM : invité
  - Fekret Sami Fehri avec Hédi Zaiem sur El Hiwar El Tounsi : invité
  - Jeu Dit Tout avec Amine Gara sur El Hiwar El Tounsi : invité de l'épisode 11 de la saison 3
  - 2022 : Dhifna Ahla Kifna avec Maissa Badis sur Tunisna TV : invité

#### Autres
- 2019 : apparition dans un clip de Maher Zain[21]

## Distinctions
- Officier de l'ordre national du Mérite (Tunisie, 2004)[22] ;
- Honoré au Festival international du film du Caire en 2006 pour sa participation au cinéma international[23] ;
- Prix spécial pour l'ensemble de son œuvre au Festival international de cinéma Écrans noirs de Libreville en 2012[24] ;
- Prix d'interprétation masculine pour La Cinquième corde au Festival international du film arabe d'Oran en 2012[25].